# Капоши, Мориц
Мо́риц Капо́ши (венг. Moritz Kaposi; 23 октября 1837[…], Капошвар, Австрийская империя — 6 марта 1902[…], Вена, Австрия) — австрийский и венгерский дерматолог и венеролог.

## Биография
Родился под именем Мориц Коэн в еврейской семье; в 1871 году принял католицизм и новую фамилию Капоши по названию города своего рождения.
В 1861 году окончил Венский университет. В 1866 году был назначен приват-доцентом по кафедре дерматологии и сифилидологии, с 1875 года профессором, а с 1879 года преемником профессора Ф. Гебры по руководству университетской клиникой накожных болезней. С 1881 года заведующий кафедрой дерматологии Венского университета. Первые его научные работы проходили под руководством Ф. Гебры, который ему поручил обработать 2-й том его обширного курса о накожных болезнях (1870—1876).
Кроме многочисленных исследований об отдельных видах накожных болезней (Lupus erythematosus и др.) Капоши напечатал: «Die Syphilis der Schleimhaut» (1866 год); «Die Syphilis der Haut und der angrenzenden Schleimhäute» (Вена, 1872—1875); «Pathologie und Therapie der Hautkrankheiten» (1886—1887, 4 изд. 1893 год, переведён на русский язык в 1883 году и сл.); «Pathologie und Therapie d. Syphilis» (1891 год).
Скончался 6 марта 1902 года в Вене.
Именем Морица Капоши был назван множественный геморрагический саркоматоз (Саркома Капоши), впервые описанный им в 1872 году в статье «Идиопатическая множественная саркома кожи» (нем. Idiopathisches multiples Pigmentsarkom der Haut).